# Santa Maria la Longa
Santa Maria la Longa est une commune italienne de la province d'Udine dans la région Frioul-Vénétie Julienne en Italie.

## Administration
| Période                                  | Période | Identité | Étiquette | Qualité |
| ---------------------------------------- | ------- | -------- | --------- | ------- |
|                                          |         |          |           |         |
| Les données manquantes sont à compléter. |         |          |           |         |

### Hameaux
Mereto di Capitolo, Ronchiettis, Santo Stefano Udinese, Tissano

### Communes limitrophes
Bicinicco, Gonars, Palmanova, Pavia di Udine, Trivignano Udinese

## Histoire
En juillet 1917, des soldats de la brigade Catanzaro se mutinent à Santa Maria la Longa contre la décision de les renvoyer au front malgré la promesse de leur accorder du repos. De officiers et des soldats sont tués. Seize fantassins tirés au sort et jugés sommairement sont fusillés. Douze autres sont morts pendant la révolte,.